# 宮内告典
宮内 告典（みやうち こうすけ、1986年12月22日 - ）は、日本のミュージシャン、ドラマー、声優。ロックバンド・GYROAXIAのメンバー。
宮崎県出身。エースクルー・エンタテインメントを経てフリー。

## 略歴
10歳からドラムを習い始める。
2009年Lillies and Remainsに加入。The Great Escape、Liverpool Sound Cityといった海外のフェスティバルに出演。脱退後はアメリカへ渡りBilly Martin（Medeski, Martin & Wood）にドラムを教わる。
2019年12月より、メディアミックスプロジェクト『ARGONAVIS from BanG Dream!』内のバンド「GYROAXIA」に参加。声優としてもアニメやゲームに出演している。
2022年2月23日、ミニアルバム『Freestyle』がユニバーサルミュージック内Virgin Musicからリリースされ、GYROAXIAのメンバーとしてメジャーデビュー。
同年4月30日をもって契約期間満了によりエースクルー・エンタテインメントを退所し、現在はフリーで活動している。

## 人物
穏やかな性格で、基本的に笑顔を絶やさない。
Argonavis、GYROAXIAのメンバーや学生時代からの友人である佐伯ユウスケなど、縁のあるミュージシャンをゲストに呼び、不定期に主催ライブを開催している。

### GYROAXIA関連
メディアミックス作品『アルゴナビスプロジェクト』にて声優デビュー。それ以前には演技経験がないため、「キャラクターが持っている美学や生き方と、自分との共通点を見つけていく」というアプローチで演技に臨んでいる。初期には台本に譜面を書き込んでセリフの音とリズムを意識していた。
同作発のバンド「GYROAXIA」にも参加。唯一のバンド経験者のため、バンドを技術的に支えると同時に、精神的支柱となっている。一方で、同バンドにて初めてツーバスのドラムセットを演奏した。
メンバーの仲が非常に良く、プライベートでもよく遊んでいる。

### 釣り関連
趣味は釣りで、釣具メーカー主催の釣りグループ「ゲーリーバディーズ」に所属。バス釣りのローカルトーナメントに頻繁に出場し、優勝している。黒夢のベーシスト・人時が主催したバス釣り大会にも出場。
2023年4月、亀山ダムのレイクレコードとなるバス（66cm・5,355g）を釣り上げ、釣り関連のニュースサイトに数多く取り上げられた。
GYROAXIAのメンバーにも、それぞれの誕生日に釣竿をプレゼントしている。

## 出演（声優・俳優）

### アニメ
- アルゴナビス from BanG Dream!（2020年） - 界川深幸[15]
- 劇場版アルゴナビス 流星のオブリガート（2021年11月19日公開） - 界川深幸[16]
- 劇場版アルゴナビス AXIA（2023年3月24日公開）- 界川深幸[17]

### 舞台
- ARGONAVIS the Live Stage（2021年6月18日 - 20日 サンケイホールブリーゼ ・6月24日 - 27日 シアター1010）  - 界川深幸 [18]
- ゼロの無限音階（2021年7月8日-7月11日 銀座博品館劇場） - ハリー[19]
- ARGONAVIS the Live Stage2 ～目醒めの王者と恒星のプログレス～（2023年2月18日 - 20日、東京建物 Brillia HALL・24日 - 26日、AiiA 2.5 Theater Kobe）- 界川深幸

### ゲーム
- アルゴナビス from BanG Dream! AAside （2021年 - 2022年 ）- 界川深幸[15]
- アルゴナビス -キミが見たステージへ-（2024年 - ）- 界川深幸[20]

## 出演（ドラマー）
- Psysalia Psysalis Psyche[21]

2006年 - 2009年、初代ドラマー。その後サポートメンバーとして参加。
- COYOTE MILK STORE[22]

2017年 - 、Psysalia Psysalis PsycheのVo&Gt・内田紫穏とともに結成。
- Lillies and Remains

2007年 - 2011年9月16日、ドラマーとして加入。脱退後もサポートメンバーとして参加。

### その他
- 傳田真央LIVE
- GACKT LIVE
- BUCKS サポート
- SixTONES 「音楽の日（2023）」 バックバンド
- 大黒摩季 「MAKI OHGURO 30th Anniversary Best Live Tour 2022-23」 ツアーバンド、「Animelo Summer Live 2022 -Sparkle-」バックバンドなど

『Animelo Summer Live 2021 -COLORS- 』での共演がきっかけでオファーされた 。